# Breccia Island
Breccia Island (von englisch breccia ‚Brekzie‘) ist eine kleine und niedrige Insel vor der Fallières-Küste des Grahamlands auf der Antarktischen Halbinsel. Sie liegt 1,5 km nordwestlich der Tiber Rocks im nördlichen Abschnitt der Rymill Bay.
Trimetrogon- und Luftaufnahmen entstanden im November 1947 bei der US-amerikanischen Ronne Antarctic Research Expedition (1947–1948). Robert Leslie Nichols (1904–1995), Geologe bei dieser Forschungsreise, benannte sie nach den hier anzutreffenden plutonischen Brekzien.